# 1992年夏季残疾人奥林匹克运动会挪威代表团
1992年夏季残疾人奥林匹克运动会挪威代表团是挪威派出的1992年夏季残疾人奥林匹克运动会代表团。获得13枚金牌、13枚银牌和7枚铜牌。